# Guglielmo III d'Angoulême
Guglielmo Tagliaferro detto Talerandus, conte d'Angoulême, di Périgord e di Agen (... – 6 agosto 962) fu conte d'Angoulême, di Périgord e di Agen dal 960 circa fino alla sua morte.

## Origine
Sia secondo il monaco e storico, Ademaro di Chabannes, che secondo la Historia Pontificum et Comitum Engolismensis, Guglielmo detto Talerandus era il figlio maschio secondogenito del conte d'Angouleme di Périgord e di Agen, Bernardo e di Berta, sua moglie, della quale non si conoscono gli ascendenti, come ci viene confermato dal Cartulaire du prieuré de Saint-Pierre de la Réole.
Sia secondo il monaco e storico, Ademaro di Chabannes, che secondo la Historia Pontificum et Comitum Engolismensis, Bernardo di Périgord era l'unico figlio del conte di Périgord e di Agen, Guglielmo I e della moglie, Regelinda, la figlia del conte di Quercy, conte di Tolosa e anche conte di Rouergue, Raimondo I e della moglie, Berta.
,

## Biografia
Guglielmo viene citato per la prima volta in un documento del Cartulaire du prieuré de Saint-Pierre de la Réole, secondo il quale, suo padre, Bernardo restituì ai frati l’abbazia di Saint-Sour de Genouillac, col consenso della moglie, Berta (uxore mea, nomine Berta) e dei figli di primo letto, Arnaldo Barnaba, Guglielmo, Gauberto e Bernardo (Guillelmo videlicet, atque Gausberto, seu Arnaldo, et Bernardo).
Verso il 940, secondo il documento n° I del Instrumenta sarlatensis Ecclesiae, suo padre, Bernardo fece restaurare l'abbazia di Sarlat, con il consenso della seconda moglie, Garsenda, e Guglielmo fu tra coloro che controfirmarono l'atto di donazione.
Suo padre, Bernardo, secondo la Historia Pontificum et Comitum Engolismensis, collaborava col cugino  Guglielmo II detto Tagliaferro, conte d'Angouleme, e quando Guglielmo II detto Tagliaferro morì verso il 945 e fu tumulato nell'Abbazia di San Cybard, ancora secondo Ademaro di Chabannes, gli succedette Bernardo, già conte di Périgord, e dopo di lui furono conti di Angouleme quattro dei suoi figli.
Non si conosce la data esatta della morte di Bernardo, avvenuta verso il 950.
Gli succedette il figlio Arnaldo Barnaba, sia in Angouleme, che in Périgord.
Di Arnaldo Barnaba non si hanno molte notizie; morì senz'altro prima di Guglielmo, che morì il 6 agosto 962. Sia Ademaro di Chabannes, che la Historia Pontificum et Comitum Engolismensis ci confermano che fu sepolto nell'Abbazia di San Cybard, Angoulême.
Ad Arnaldo Barnaba succedette il fratello, Guglielmo, come Guglielmo III, sia in Angouleme, che in Périgord.
Di Guglielmo si conosce la data della morte, che secondo gli Annales Engolismenses, morì il 6 agosto 962 (962. Willelmus comes Egolismensis Talerandus obiit 8 Id Aug).
A Guglielmo succedette il fratellastro, Renoul, sia in Angouleme, che in Périgord.

## Discendenza
Di Guglielmo non si conosce alcuna moglie, e di lui non si conosce alcuna discendenza.

### Fonti primarie
- (LA)  Monumenta Germaniae Historica, tomus IV.
- (LA)  Gallia christiana, in provincias ecclesiasticas distributa, tomas II.
- (LA)  Le Cartulaire du prieuré de Saint-Pierre de la Réole.
- (LA)  Ademarus Engolismensis, Historiarum Libri Tres.
- (LA)  Historia Pontificum et Comitum Engolismensis.

### Letteratura storiografica
- Louis Halphen, Francia: gli ultimi Carolingi e l'ascesa di Ugo Capeto (888-987), in «Storia del mondo medievale», vol. II, 1979, pp. 636–661